# Elprice
Elprice var en norsk hemelektronikkedja med 26 butiker i Norge samt en webbutik. Med huvudkontor i Fyllingsdalen.